# Pfarr- und Wallfahrtskirche Sachseln

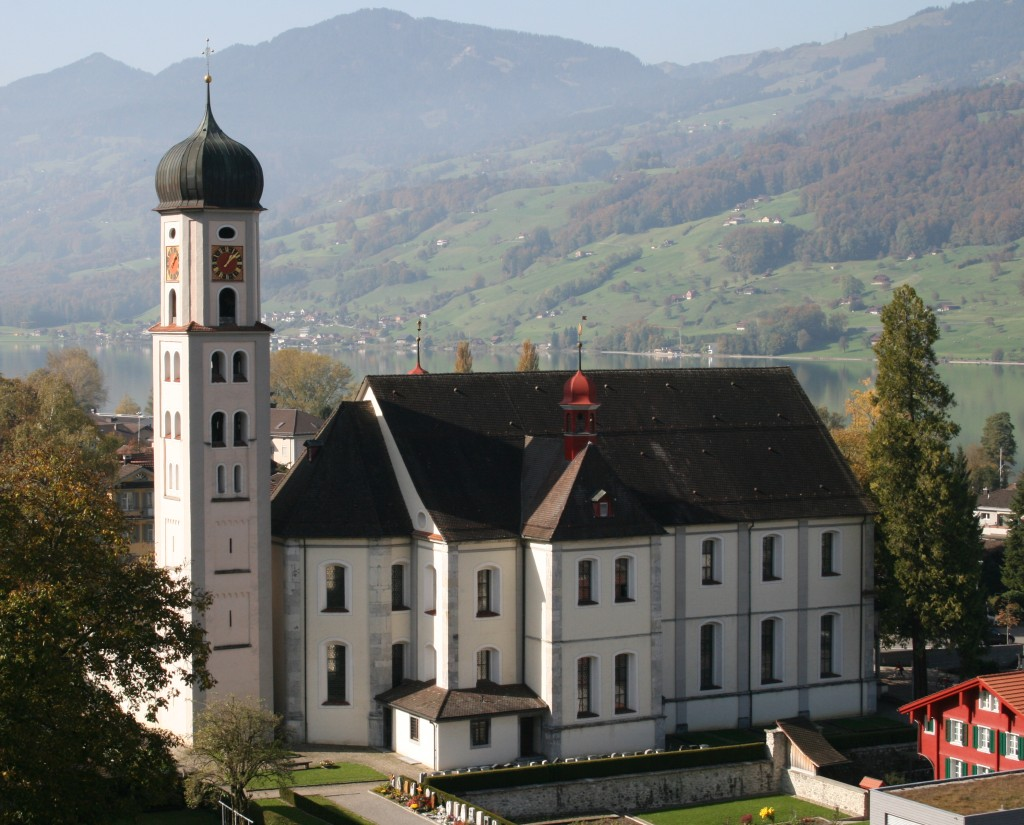
Pfarr- und Wallfahrtskirche Sachseln

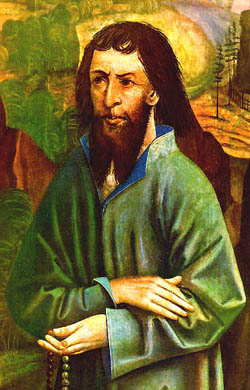
Das älteste Bild von Bruder Klaus (Ausschnitt), Lebensgrosses Gemälde von 1492 auf einem Altarflügel der alten Pfarrkirche Sachseln, heute im Museum Bruder Klaus Sachseln

Die Pfarr- und Wallfahrtskirche Sachseln mit dem Patronat St. Theodul ist eine römisch-katholische Kirche in Sachseln im Kanton Obwalden. Die Kirche dient neben ihrer Funktion als Pfarrkirche von Sachseln auch als Wallfahrtskirche für den Schweizer Nationalheiligen Niklaus von Flüe, der auch als Bruder Klaus bekannt ist. Sie wurde 1684 geweiht und steht als Kulturgut von nationaler Bedeutung unter Denkmalschutz.

## Geschichte

### Die alte Pfarrkirche
Die Vorgängerkirche war eine kleine, romanische Saalkirche, die quer zur heutigen Kirche nach Osten ausgerichtet war. Sie bestand mindestens seit 1234, da sie in diesem Jahr erstmals urkundlich erwähnt wurde. Wie auch die heutige Kirche war sie dem heiligen Walliser Bischof Theodul geweiht und als zweiter Kirchenpatron war der heilige Mauritius, der Anführer der Thebäischen Legion ausgewählt. Zum Anfang des 15. Jahrhunderts war die Kirche während Jahrzehnten geschlossen und Sachseln hatte von 1415 bis 1446 keinen Pfarrer. Nach einer chorseitigen Verlängerung wurde die Kirche am 30. August 1459 neu geweiht. Bruder Klaus wurde nach seinem Tod am 21. März 1487 in dieser Kirche beigesetzt. Dies war für einen Laien in ländlichen Gegenden absolut aussergewöhnlich. Im Gegensatz zu den Priestern, die zum Volk hin beerdigt wurden, also mit dem Kopf nach Westen zu der Gemeinde hin, hatte man Bruder Klaus mit dem Kopf nach Osten, also mit Blickrichtung zum Heiligen Land, beigesetzt. Nur fünf Jahre nach dem Tod von Bruder Klaus wurde ein lebensgrosses Bild von ihm gemalt, als Altarflügel des gotischen Altars der alten Pfarrkirche. Auch diese frühe Ehrung war recht ungewöhnlich, jedoch war das Bild auf die Rückseite des Flügels gemalt, so dass dieser bei offiziellen Visitationen umgeklappt werden konnte und nur das Gemälde auf der Vorderseite sichtbar war. Es wird angenommen, dass sein zweitältester Sohn, der dem Vater am meisten glich, Modell gestanden hat. Daher und aufgrund der frühen Entstehung spricht man dem Bildnis eine hohe Glaubwürdigkeit in der Darstellung des Eremiten zu. Beim Abbruch der alten Kirche 1679 verschwand der Altar spurlos. Erst 1945 kam der Altarflügel als Rückwand eines Kleiderschranks im Haus Bunzlisflue in Sachseln wieder zum Vorschein. Er gilt heute als das bedeutendste Stück in der Sammlung des Museums Bruder Klaus in Sachseln.

### Planung für die neue Kirche
Im Jahre 1649 erteilte Innozenz X. die Erlaubnis zur liturgischen Verehrung von Bruder Klaus, was einer «gleichwertigen» Seligsprechung (beatificatio aequipollens) entspricht. Sein Nachfolger Clemens IX. bestätigte am 8. März 1669 erneut die Erlaubnis zur liturgischen Verehrung von Bruder Klaus als Seligem, eingeschränkt auf die Pfarrkirche von Sachseln. Dadurch entstand ein wachsender Pilgerstrom nach Sachseln, für den die alte Kirche zu klein war. Folglich wurde ab 1671 der Bau einer grösseren Kirche geplant. Da die Patronatsrechte über die Sachsler Kirche seit der Übernahme von den Habsburgern 1415 bei der Obwaldner Regierung lagen, war deren Zustimmung zum Kirchenneubau erforderlich, welche am 9. Mai 1671 erfolgte. Die Landesobrigkeit versprach zudem Rat und Hilfe und so wurden besondere Steuern verfügt. 1672 beschloss die Landsgemeinde eine Landessteuer von einem Pfund Butter je «melchen Kuh» (Milchkuh), die Sachsler mussten zwei Pfund abführen. 1679 folgte eine zweite Landessteuer von 10 Schillingen auf 1'000 Pfund Vermögen (1 Pfund = 20 Schillinge), in Sachseln war wiederum das Doppelte zu zahlen. Auch musste das Volk Frondienste leisten; so wurde der für die acht Säulen im Melchtal bei der Stöckalp gebrochene schwarze «Marmor» (eigentlich schwarzer Kalkstein) von Hilfskräften aus allen Obwaldner Gemeinden zum Bauplatz gebracht. Der schwierige Transport der acht mächtigen, monolithischen Säulen aus dem Melchtal über Kerns nach Sachseln lebt noch heute in der Volkssage fort.

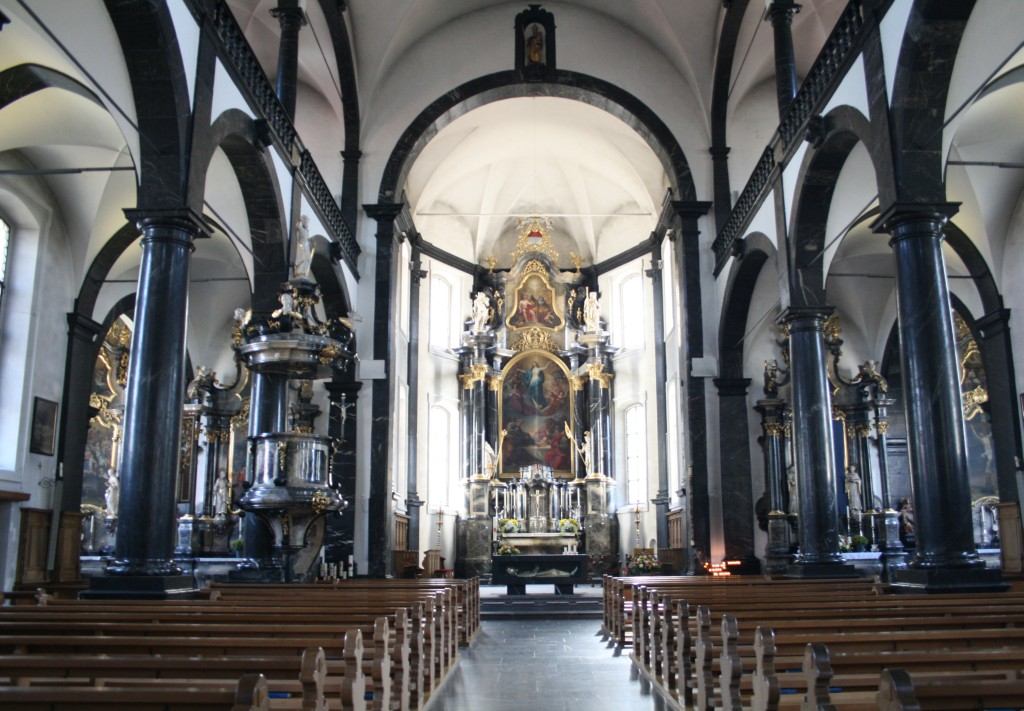
Innenansicht im Mittelschiff

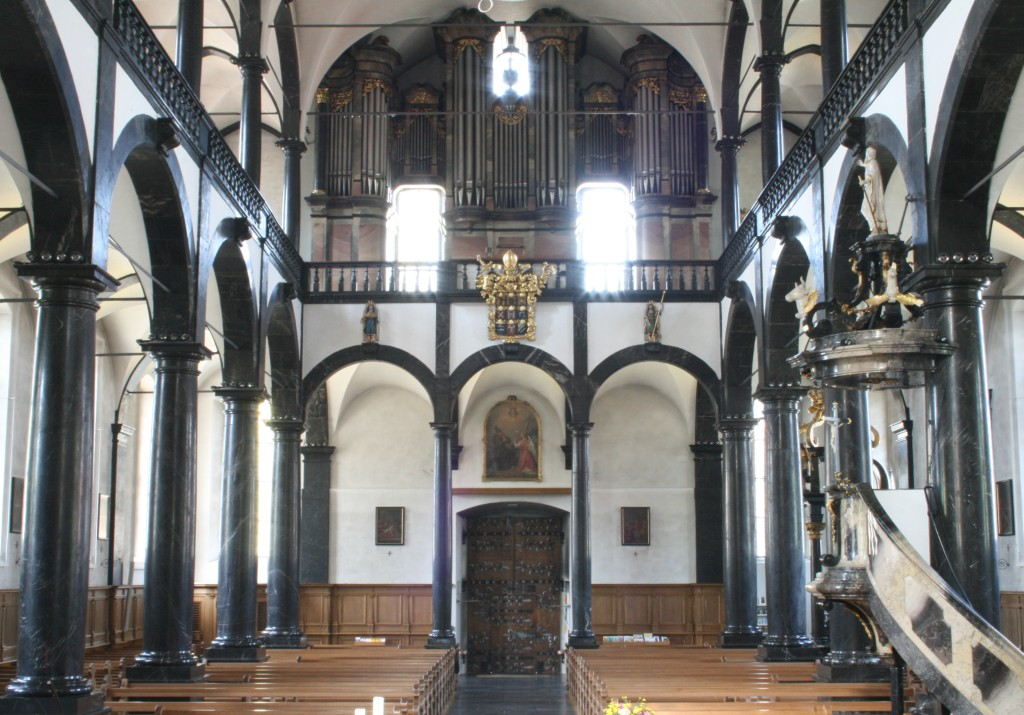
Blick auf die hintere Empore, rechts die Kanzel

### Bauphase 1672–1684
Der päpstliche Nuntius Odoardo Cybo legte am 12. Juni 1672 den Grundstein und es wurde mit dem Bau der neuen Kirche begonnen. Während die alte Kirche nach Osten ausgerichtet war, wurde die heutige Kirche in einem rechten Winkel zu dieser gebaut, westlich vor den Turm. Somit konnten während des Neubaus weiterhin Gottesdienste in der alten Kirche gefeiert werden.
Baumeister war Hans Winden aus Ruswil, der wohl auch Urheber des Planes war. Nach einer traditionellen Aussage stürzte Hans Winden zusammen mit anderen am 13. April 1677 beim Kirchenbau ab und verstarb. An der Kirchenmauer brachte man eine in Stein gehauene Inschrift an: «Hie ligt begraben der kunstreiche Meister des ersten Gebüwdes Hans Winden von Ruswil, starb den 13. April Anno 1677».
Im Juli 1679 war das Kirchenschiff fertiggestellt, so dass am 28. August 1679 der Eichensarg mit den Gebeinen von Bruder Klaus in die neue Kirche überführt werden konnte. Am 4. September des gleichen Jahres begann der Abbruch der alten, romanischen Kirche und an ihrer Stelle wurde der neue Chor gebaut. An Pfingsten 1683 konnte darin das erste Amt gefeiert werden. Bestehen blieb die Marienkapelle, die Pfarrer Jakob Sigerist, nachmaliger Abt des Klosters Engelberg, 1600 um das Bruder-Klausengrab gebaut hatte. Um 1703 wurde an diese Kapelle ein Beinhaus gebaut und 1878 wurden beide Gebäude zur heutigen Grabkapelle verschmolzen.
Der Kirchenbau dauerte 12 Jahre von 1672 bis 1684; am 7. Oktober 1684 wurde die Kirche von Weihbischof Georg Sigismund Müller von Konstanz geweiht.

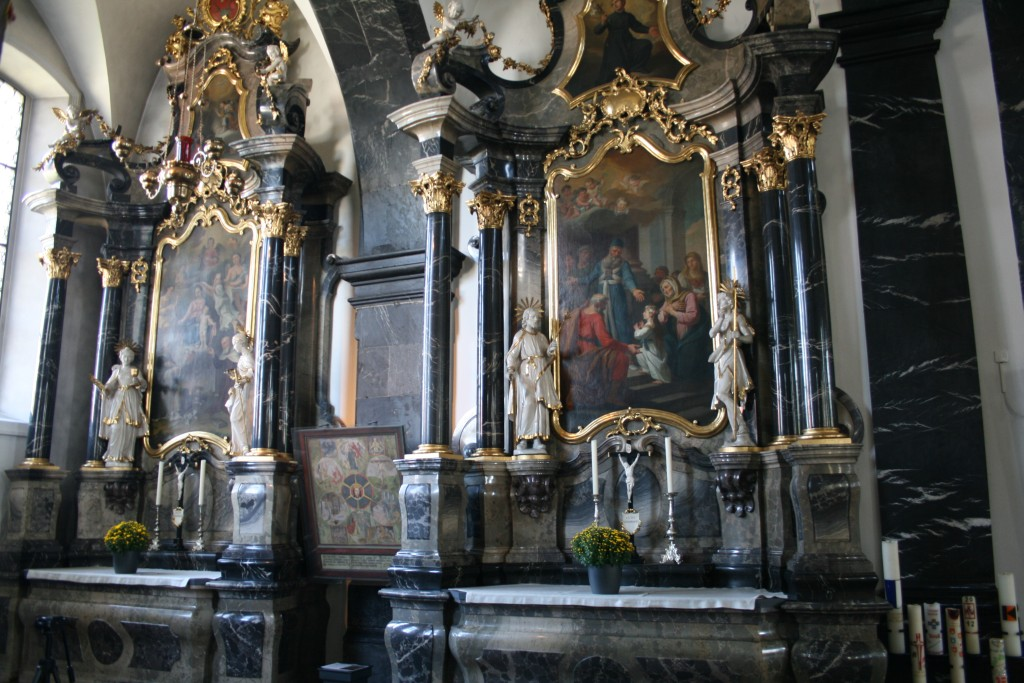
Die beiden linken Seitenaltäre

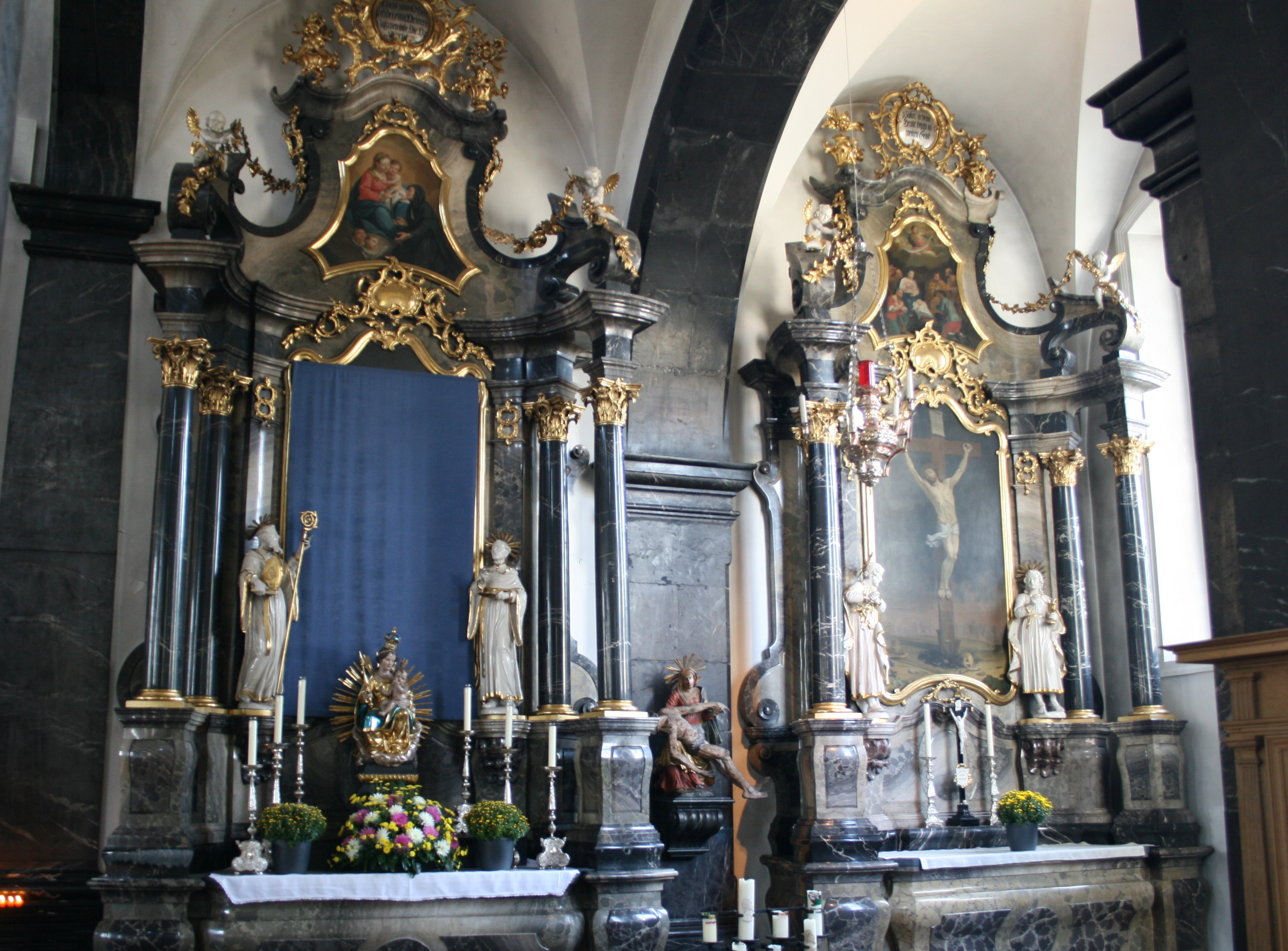
Die beiden rechten Seitenaltäre

### Ausgestaltung, Ergänzungen und Renovationen
Das Kirchendach musste 1822 erneuert werden, 1827 und 1833 wurde die Kirche jeweils neu geweisselt. Die Orgelempore erhielt 1832 einen neuen Holzboden und man erteilte 1834 den Auftrag an den Orgelbauer Franz Anton Kienne (1777–1847) aus Langenargen am Bodensee zum Bau einer neuen Orgel. Diese kostete 3'310 Gulden und 27 Schillinge und wurde 1839 fertiggestellt. Zur Finanzierung der neuen Orgel wurde der Verkauf von 50 bis 100 Eichen aus dem Melchtal vorgesehen, die durch die Melchaa geflösst wurden. Die Kosten für den Orgelbau streckte der Gemeindeseckel zinslos vor; die Schuld konnten nur langsam abgezahlt werden. 1846 fasste Josef Marzell Müller (* 1789) von Gersau die Orgel mit Stuckarbeiten ein.
1729 hatte Johann Heinrich Lussi aus Stans beidseitig des Kirchenportals Bilder aus der Legende über Bruder Klaus gemalt. Diese wurden später durch zwei Votivtafeln ersetzt, die die Tagsatzung in Stans und die drei Eremiten Bruder Klaus, Bruder Ulrich und Bruder Konrad Scheuber darstellten. Diese wurden 1825 von Josef Anton Heymann (1758–1837) und später nochmal von Nikolaus Huwiler (1822–1902) aufgefrischt. 1904 ersetzten Malereien von Anton Stockmann (1868–1940) die älteren Darstellungen. Schliesslich wurden nach den Motiven von Anton Stockmann 1941 zwei Mosaikbilder durch die vatikanischen Mosaikwerkstätten gefertigt.
Paul Deschwanden aus Stans erhielt 1881 den Auftrag, den Hochaltar zu überarbeiten. Zusammen mit seinem Schüler und Mitarbeiter Georg Kaiser ersetzte er das alte Gemälde durch eine Darstellung der Aufnahme Mariens in den Himmel. Im Hinblick auf das Bruderklausenjubiläum des folgenden Jahres wurde 1886 der Kirchenboden mit Steinplatten belegt und die Bänke renoviert.
In den Jahren 1974 bis 1976 wurde die Kirche für 4,75 Millionen Franken umfassend renoviert. Die Hauptaufgabe war dabei die Konservierung des Baukörpers und um die Wiederherstellung der lichten Feierlichkeit des Innenraumes. In Anpassung an die Liturgiereform des II. Vatikanischen Konzils wurde ein freistehender Zelebrationsaltar aufgestellt.
Von November 2012 bis Juni 2013 wurde die Kirche für rund 1 Million Franken renoviert, wobei die durch die Opferkerzen verrussten Decken und Wände gereinigt und mit einem Kalkanstrich versehen wurden. Im anschliessenden Winterhalbjahr fand eine Revision der Orgel statt und es wurden technische Verbesserungen beim Feuerschutz realisiert.

## Baustil
Die Hallenkirche besteht aus einem tonnengewölbten Mittelschiff, das von zwei Seitenschiffen mit grossen Emporen begleitet ist. Die Ausgestaltung mit Emporen wurde wegen des erwarteten grossen Pilgerstroms gewählt. Diese Architektur erinnert an einen italienischen Binnenhof mit zwei übereinandergestellten Bogen-Loggien über Säulen. Der Bau gehört stilistisch zum schweizerischen Frühbarock mit Elementen der italienischen Renaissance. Zu ihrer Entstehungszeit gab es bezüglich Grösse und Ausstrahlung wenig Vergleichbares zur Sachsler Kirche in der Innerschweiz. Der Innenraum der Kirche ist vom Kontrast «schwarz – weiss» geprägt. Die acht Säulen aus schwarzem Kalkstein aus dem Melchtal tragen Rundbögen aus dem gleichen Material. Auch die Balustraden der Emporen und die dort weitergeführten Säulen, wiederum mit Rundbögen darüber, sind in Schwarz. Demgegenüber sind die Wände und Decken in Weiss gehalten.

## Ausstattung

### Chor und Altäre
Die Altäre und die Kanzel wurden von Josef Pfister aus Luzern von 1776 bis 1779 aus Stuckmarmor geschaffen. Sie sind in einem bewegten und eleganten Rokokostil gehalten und bilden damit einen Gegensatz zur sonst ernsten Dominanz der Architektur. Das Hauptbild des Hochaltars zeigt die Aufnahme Mariens in den Himmel. Es wurde 1881 von Paul von Deschwanden und Georg Kaiser gemalt. Das darüber liegende Oberblatt mit der Dreifaltigkeit schuf Anton Heymann. An der rechten und linken Seite des Hochaltars stehen Statuen der Kirchenpatrone Theodul und Mauritius. Oben finden sich die für die damalige Zeit wichtigen Pest- und Seuchenheiligen Sebastian und Rochus. Der Altar wird gekrönt vom alten Wappen Obwaldens: geteilt in Rot und Weiss, noch ohne Schlüssel.

Die Heiligen-Statuen an den Seitenaltären
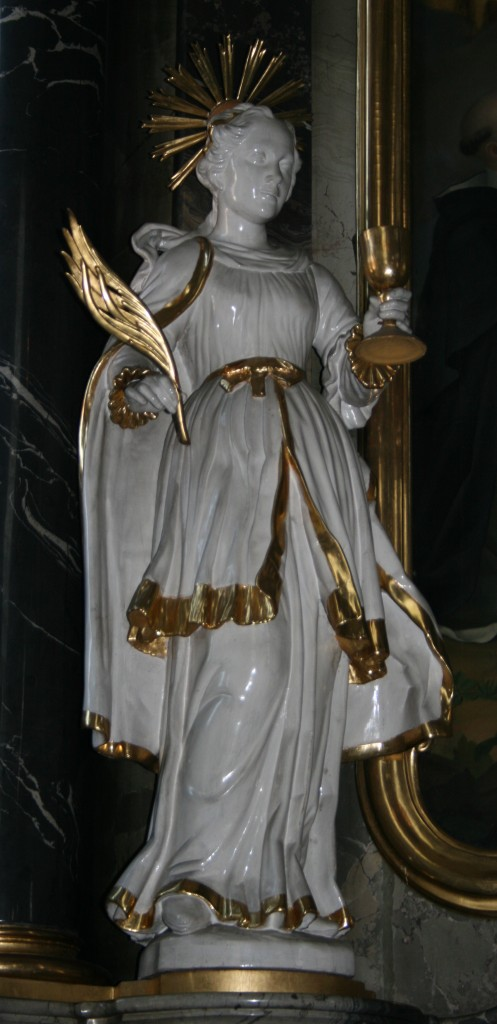
Hl. Barbara
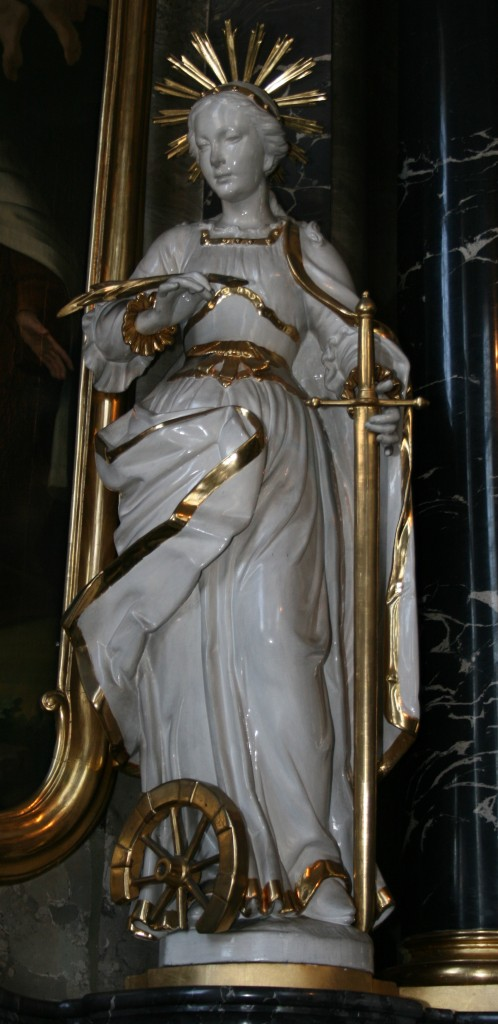
Hl. Katharina
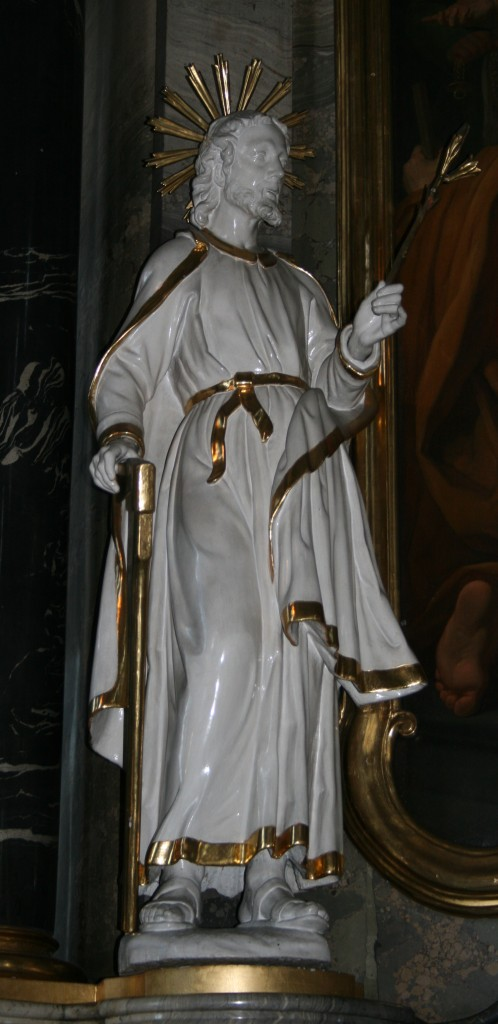
Hl. Josef
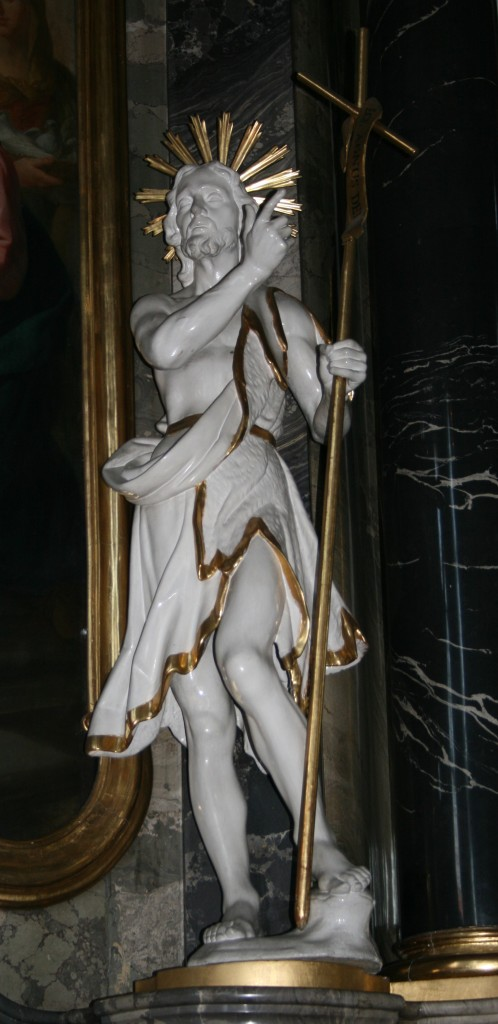
Hl. Johannes der Täufer
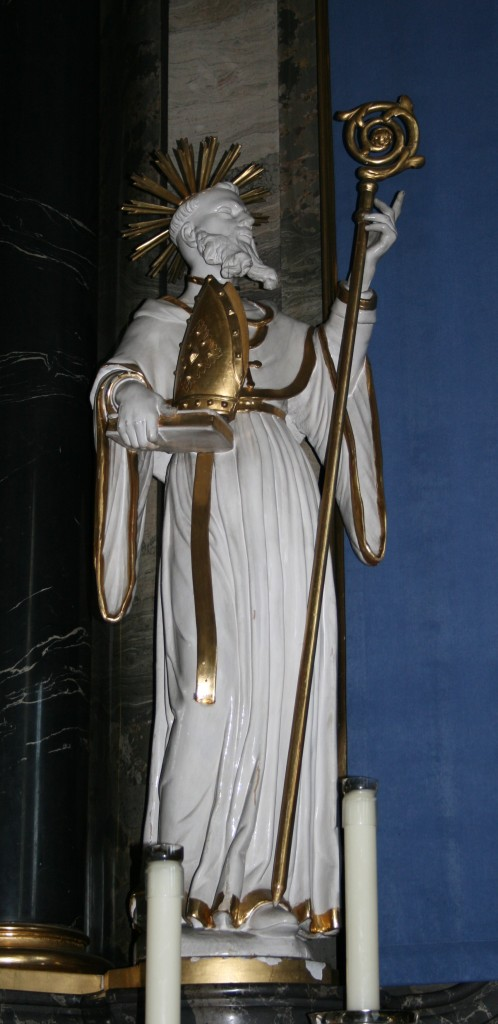
Hl. Benedikt
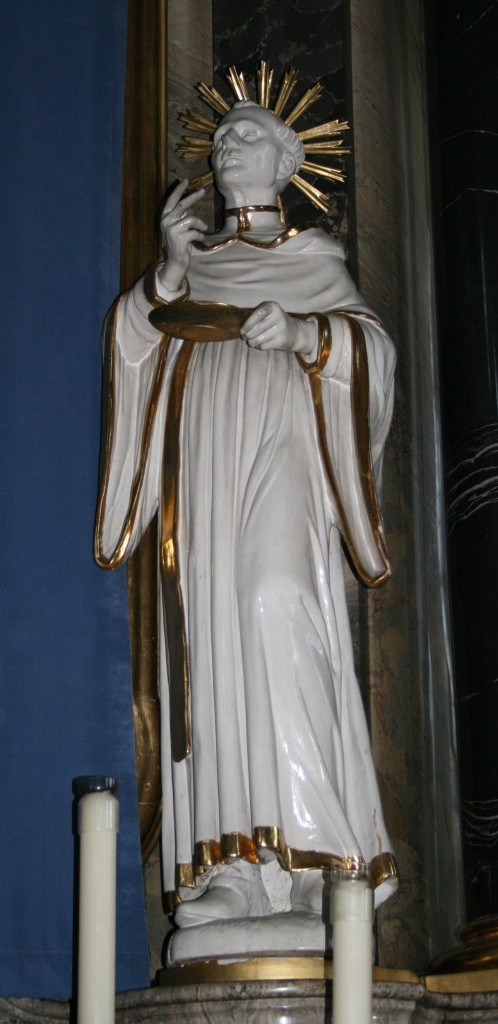
Hl. Dominik
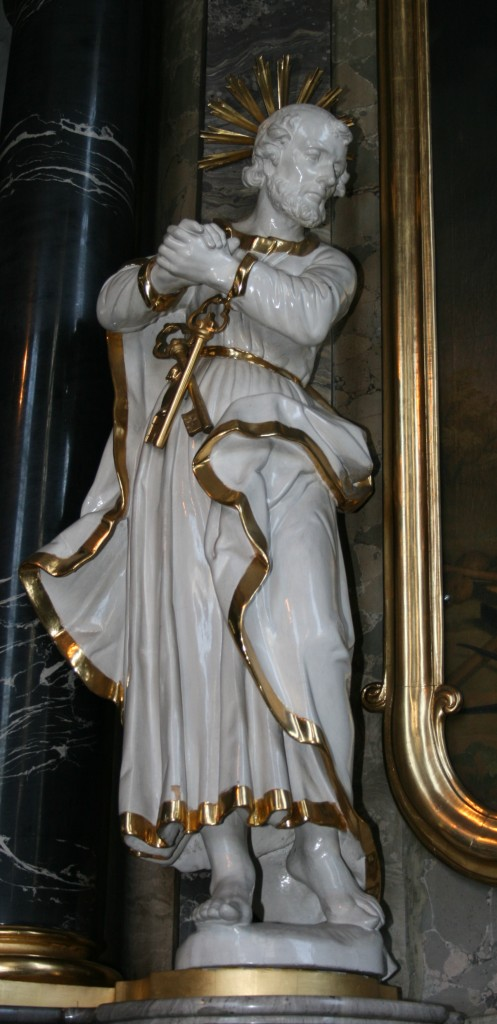
Hl. Petrus
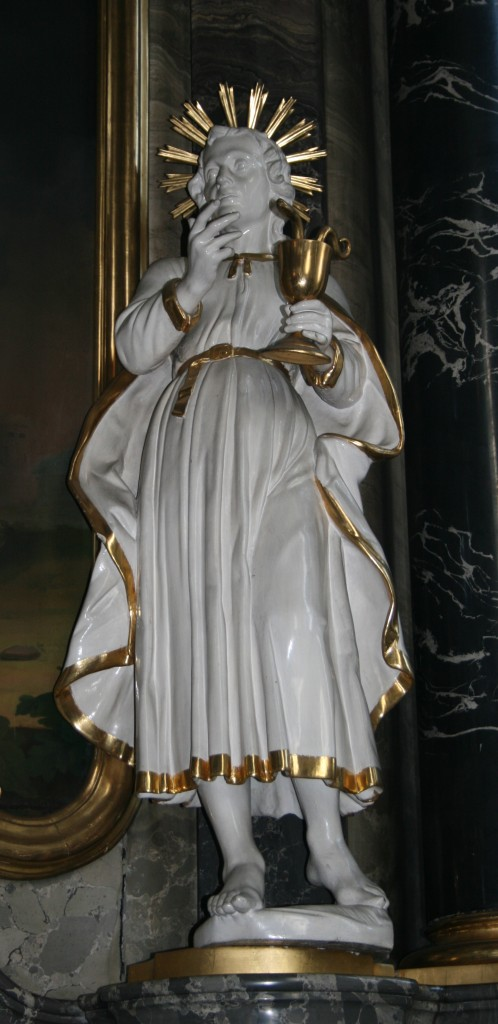
Hl. Johannes der Evangelist

Der linke Seitenaltar zeigt auf der linken Seite das Altarbild «Maria als Patronin der Rosenkranzbruderschaft» von Josef Anton Heymann, eingerahmt von den Heiligenstatuen Barbara (links) und Katharina (rechts). Im rechten Teil ist «Mariä Opferung» aus dem Jahre 1775 von Johann Melchior Wyrsch, umrahmt von dem heiligen Josef und Johannes dem Täufer.
Der rechte Seitenaltar zeigt auf der linken Seite die Kreuzabnahme, ebenfalls von Johann Melchior Wyrsch aus dem Jahre 1776, umrahmt von den Heiligen Benedikt und Dominik. Auf der rechten Seite schliesslich «Jesus am Kreuz» von Josef Anton Heymann, umrahmt vom heiligen Petrus und Johannes dem Evangelisten.
Die Grabstätte des Bruder Klaus befindet sich im freistehenden Hauptaltar, der 1976 von Alois Spichtig geschaffen wurde. In dem Blockaltar befindet sich ein nach vorne mit einer Glasscheibe verschlossener Hohlraum. Darin ist die lebensgrosse, silbervergoldete Figur des Heiligen zu sehen, die 1934 der Goldschmied Meinrad Burch-Korrodi geschaffen hat. In der Figur werden in einem Chromstahlbehälter die Reliquien des Bruder Klaus aufbewahrt.
An den beiden Seitenwänden des Chors befinden sind zwei grosse Gemälde. Links ist Karl Borromäus dargestellt, gemalt 1860 von Paul von Deschwanden. Auf der rechten Seite ist ein Bild von Bruder Klaus von einem unbekannten Maler aus dem 17. Jahrhundert.

### Vorzeichen
Die zwei Mosaike unter dem Vorzeichen wurden 1941 von den vatikanischen Mosaikwerkstätten gefertigt. Sie ersetzten ältere Malereien mit den gleichen Motiven von Anton Stockmann. Auf der linken Seite die legendäre Marienerscheinung Bruder Klausens im Ranft, rechts die traditionelle und ebenso legendäre Darstellung «Bruder Klaus an der Tagsatzung zu Stans». Dabei ist Bruder Klaus inmitten der Tagsatzung dargestellt, wobei die historische Überlieferung berichtet, dass Bruder Klaus nicht vor Ort war, sondern der Pfarrer von Stans, Heimo Amgrund, zu Bruder Klaus in den Ranft ging und von dort mit einem Rat des Eremiten zurück an die Tagsatzung eilte. In der Mitte befindet sich das einflügelige Portal in Holz, reichlich verziert mit gewundenen Säulen rechts und links und einer Bruder-Klausenfigur auf dem mittleren Pilaster. Auf der rechten Seite erinnert eine Gedenktafel an Heinrich Federer, Dichter und Ehrenbürger von Sachseln.

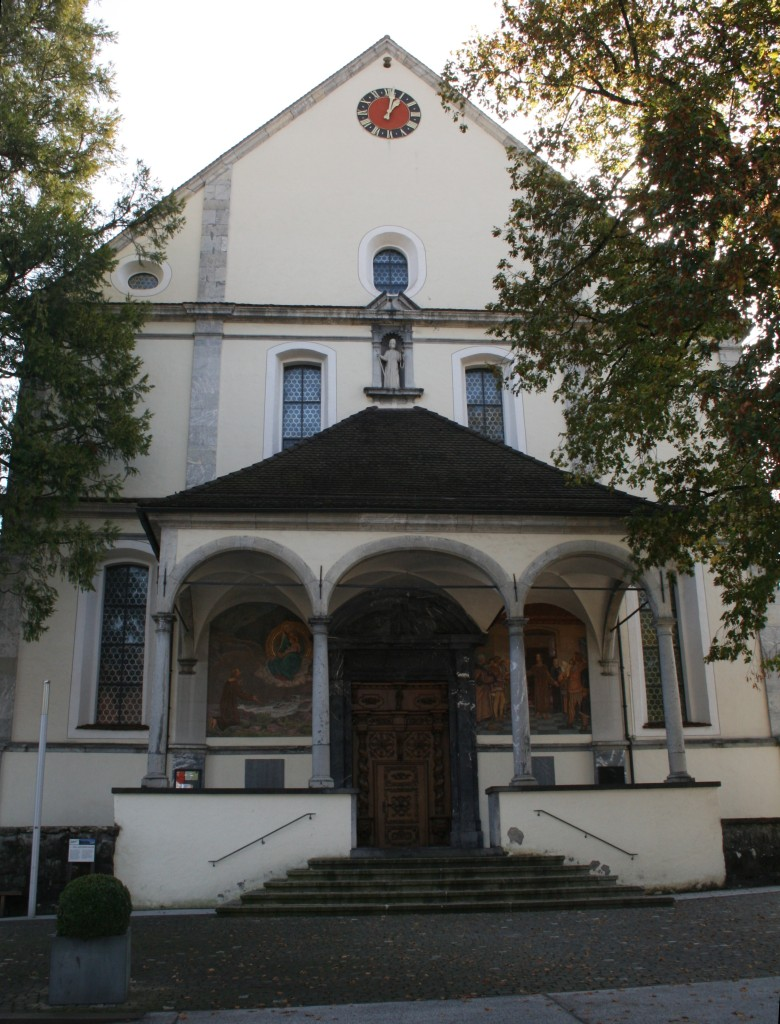
Nordfassade zum Dorfplatz hin
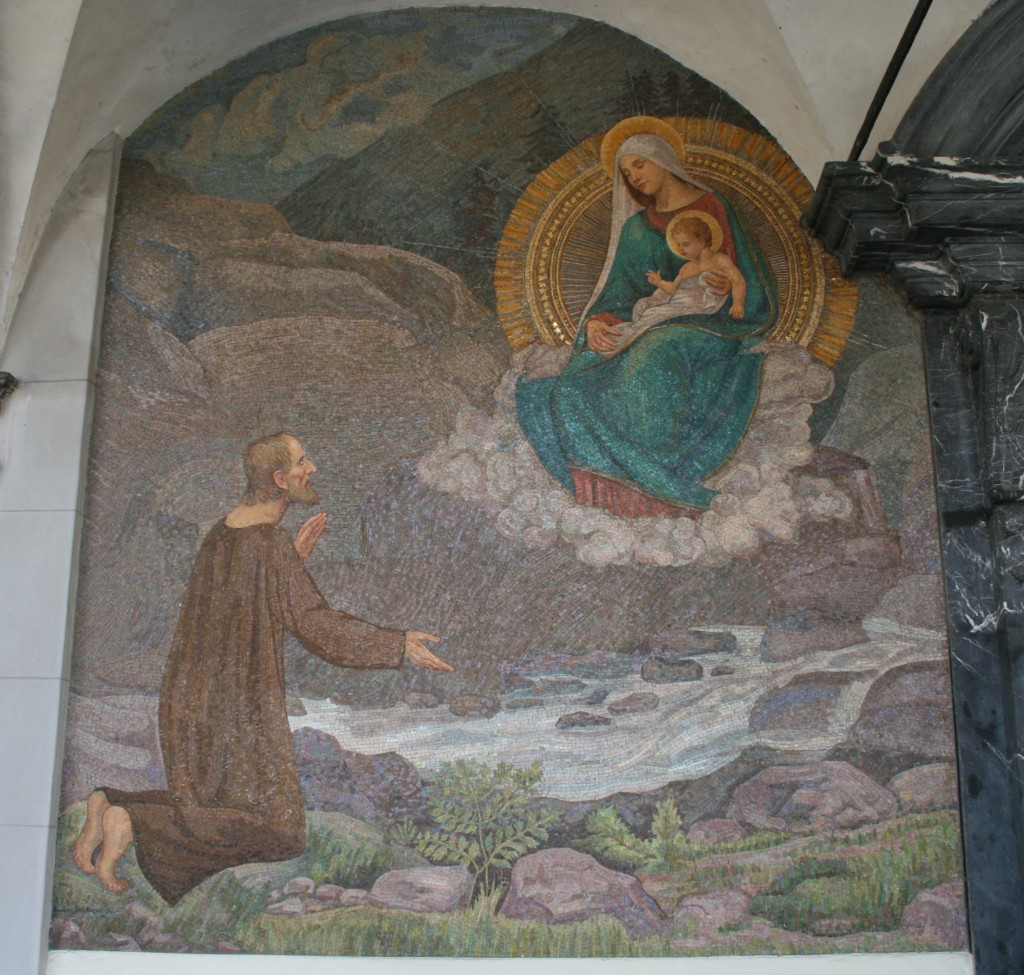
Mosaik links unter dem Vorzeichen
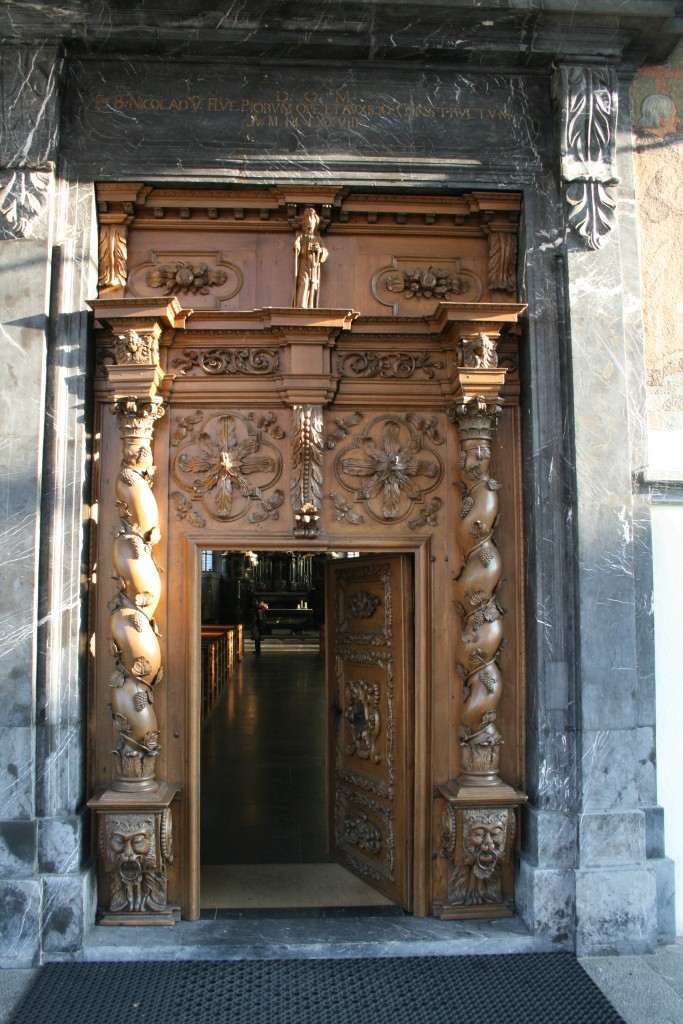
Reich verziertes Portal
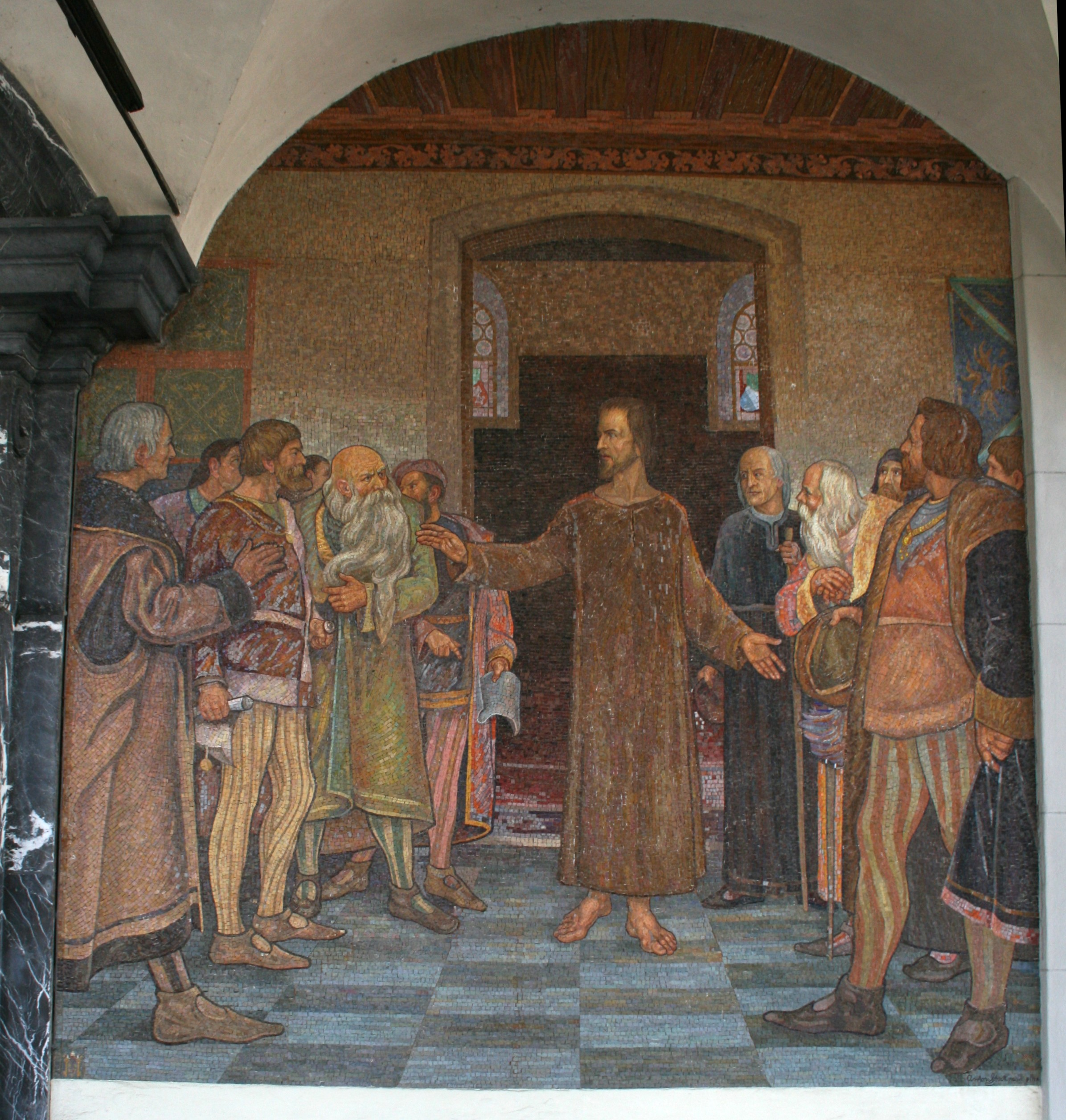
Mosaik rechts unter dem Vorzeichen
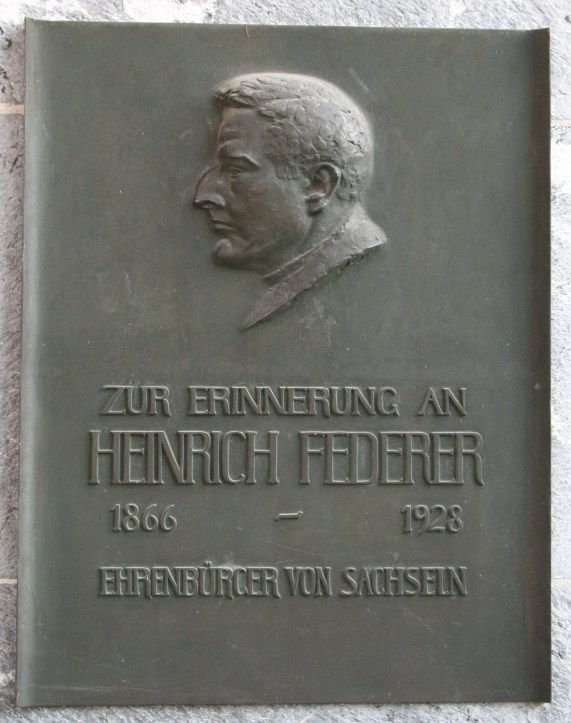
Gedenktafel für Heinrich Federer an der rechten Portalseite

### Weitere Ausstattungen
Im hinteren Teil der Kirche befindet sich das Taufbecken. Der Säulenbaldachin darüber war von 1732 bis 1934 im Chor aufgestellt, wo er die Sicht auf den Hochaltar versperrte. Unter ihm befand sich damals die offen präsentierte und in Perlen gefasste Reliquie des Bruder Klaus, in einer knienden Darstellung.
Neben den Reliquien sind zwei weitere Erinnerungsstücke an Bruder Klaus in der Kirche ausgestellt. Im rechten Querschiff befindet sich in einer klimatisierten Vitrine der «Eremiten-Rock» des Bruder Klaus, nach alter Überlieferung gesponnen, gewebt und genäht von seiner Frau Dorothea. Der Rock wird seit 1610 in der Kirche verehrt und wurde 1975 im Textilatelier des Schweizerischen Landesmuseums restauriert. Ein weiterer Original-Rock ist in der Jesuitenkirche in Luzern ausgestellt. Neben der Vitrine befindet sich das Bronzerelief «Dorothee und Bruder Klaus», das 1984 von Alois Spichtig zum Besuch von Papst Johannes Paul II. geschaffen worden war. Vor dem linken Seitenaltar ist eine Kopie des Betrachtungsbildes (Meditationsbild) von Bruder Klaus aufgestellt. Es stellt eine Ausgestaltung des einfachen Radbildes dar. Die originale Leinwandtafel wurde um 1475/80 gemalt und Bruder Klaus geschenkt.

### Empore und Orgel
An der Balustrade der hinteren Empore ist mittig eine in Holz geschnitzte Wappentafel angebracht, die an den ersten Hochaltar von 1687 erinnert, welchen die schweizerischen Benediktinerklöster gestiftet hatten.
Die Orgel stammt von dem Orgelbauer Franz Anton Kiene (1777–1847) und dessen Sohn Johann Nepomuk Kiene aus Langenargen am Bodensee und wurde 1839 fertiggestellt. Sie wurde 1976 von der Mathis Orgelbau AG restauriert. Die Stuckarbeiten zur Einfassung des Orgelprospekts stammen von 1846 und wurden von Josef Marzell Müller (* 1789) aus Gersau ausgeführt.
Das Instrument verfügt über 29 Register, verteilt auf zwei Manuale und Pedal:
| I. Hauptwerk / C – f′′′ |                |       |
| 1.                      | Bourdon        | 16′   |
| 2.                      | Principal      | 8′    |
| 3.                      | Coppel         | 8′    |
| 4.                      | Viola di Gamba | 8′    |
| 5.                      | Flûte Dous     | 8′    |
| 6.                      | Octav          | 4′    |
| 7.                      | Flauto Cuspito | 4′    |
| 8.                      | Doublette      | 2′    |
| 9.                      | Mixtur         | 1 ⁄3′ |
| 10.                     | Cornet         | 8′    |
| 11.                     | Trompete       | 8′    |

| II. Oberwerk (Positiv) / C – f′′′ |                 |       |
| 12.                               | Geigenprincipal | 8′    |
| 13.                               | Gedackt         | 8′    |
| 14.                               | Suavial         | 8′    |
| 15.                               | Quintatön       | 8′    |
| 16.                               | Flûte           | 4′    |
| 17.                               | Fugara          | 4′    |
| 18.                               | Nachthorn       | 2′    |
| 19.                               | Larigot         | 1 ⁄3′ |
| 20.                               | Cymbel          | 1′    |
| 21.                               | Vox humana      | 8′    |
|                                   | Tremulant       |       |

| Pedal / C – f′ |            |       |
| 22.            | Violonbass | 16′   |
| 23.            | Subbass    | 16′   |
| 24.            | Octavbass  | 8′    |
| 25.            | Cello      | 8′    |
| 26.            | Choralbass | 4′    |
| 27.            | Rauschbass | 2 ⁄3′ |
| 28.            | Bombarde   | 16′   |
| 29.            | Zinke      | 8′    |

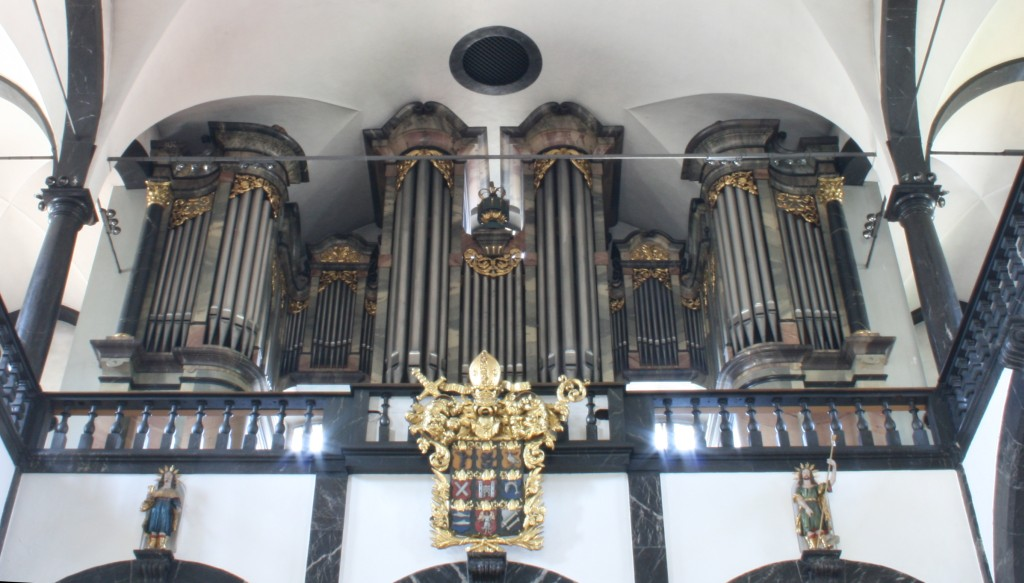
Der Orgelprospekt

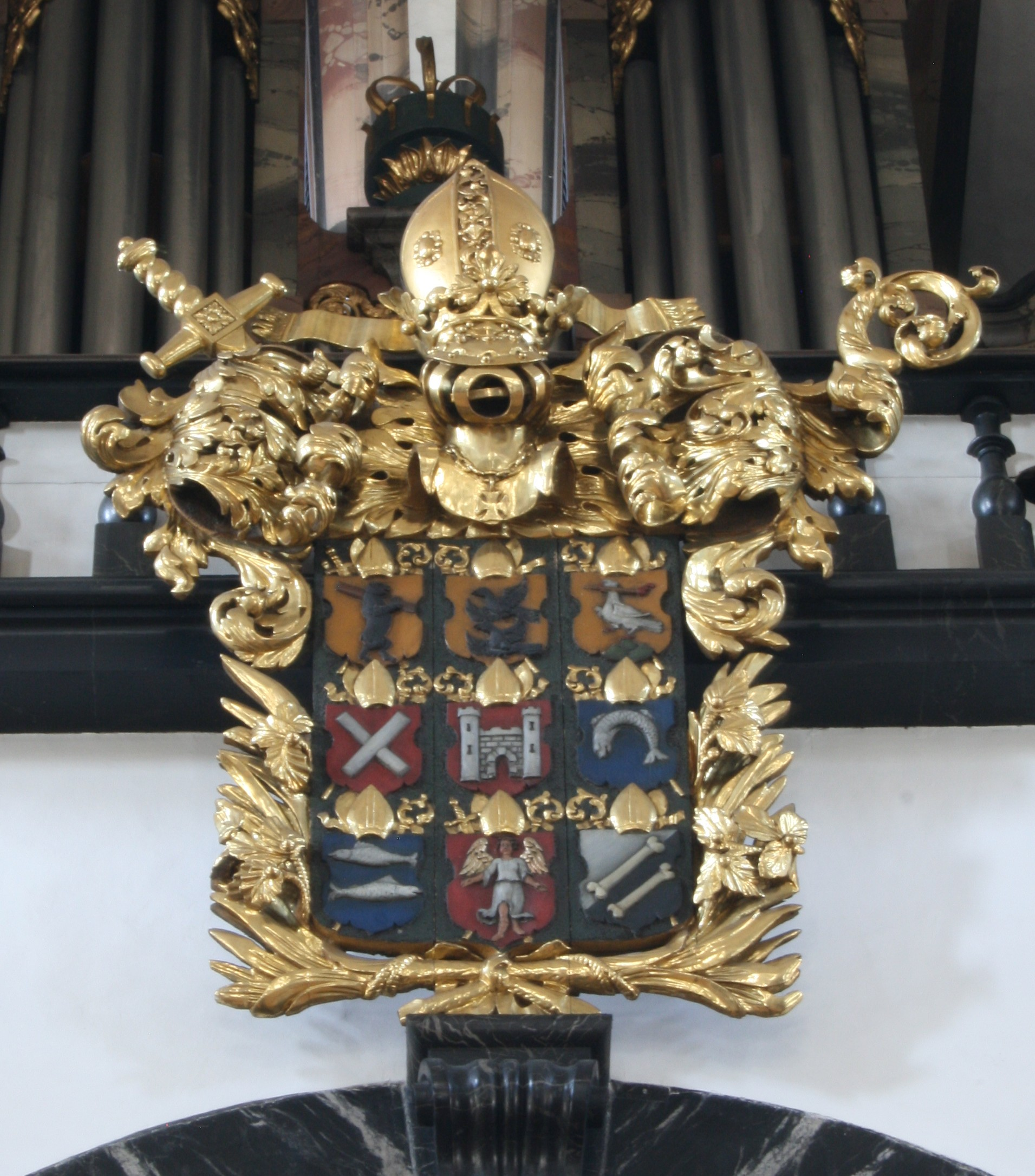
Die Wappentafel an der Balustrade der hinteren Empore

- Koppeln: OW – HW, OW – PED, HW – PED.
- Hilfstritt: Organo pleno an/ab.
- Mechanische Spiel- und Registertraktur.

### Kirchenschatz
Der Kirchenschatz wird in der Sakristei aufbewahrt. Er besteht unter anderem aus einem romanischen, bronzenen Vortragekreuz aus dem 12. Jahrhundert, einer gotischen Monstranz von 1516 mit der Figur des Bruder Klaus im Gespreng und einer silbernen Trinkschale, in der dem heiligen Karl Borromäus bei seiner Wallfahrt nach Sachseln 1570 der Ehrentrunk gereicht wurde. Auch die Heiligsprechungsbulle und das Sachsler Kirchenbuch von 1488 gehören zum Kirchenschatz.

## Kirchturm

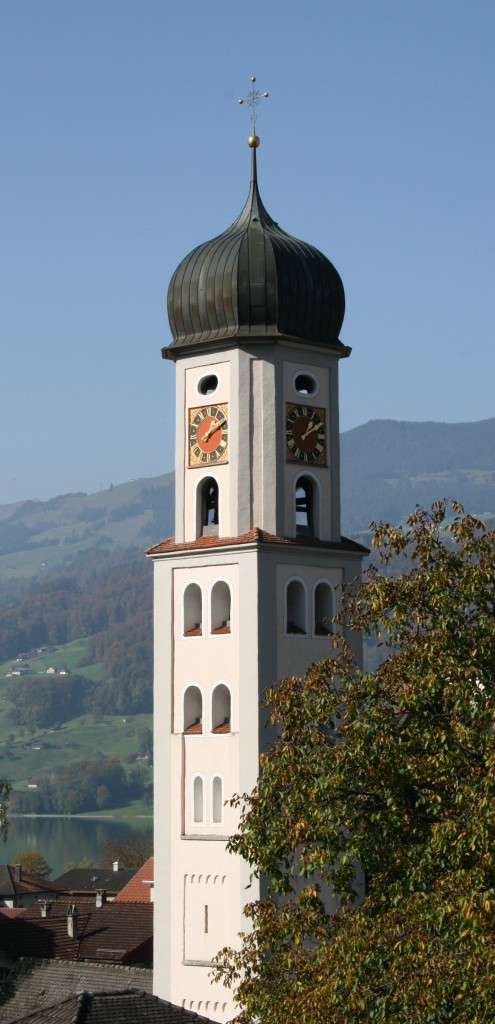
Kirchturm mit Zwiebelhaube

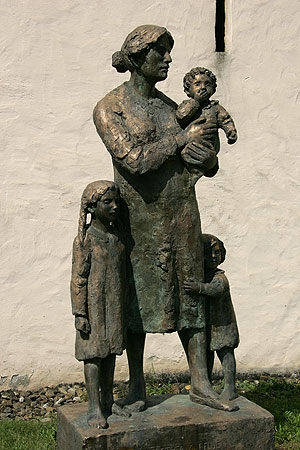
«Dorothea», Bronzeplastik am Turmfuss

Der Ursprung des freistehenden, spätromanischen Turms reicht ins 13. Jahrhundert zurück. Der untere Teil ist noch von der kleineren Vorgängerkirche erhalten geblieben. Er wurde beim Bau der neuen Kirche 1672 um zwei Stockwerke erhöht. Nach einem Brand durch einen Blitzschlag wurde der Turm 1742 ein zweites Mal erhöht und mit einer barocken Zwiebelhaube versehen. An den Turm ist die Grabkapelle angebaut. Darin befindet sich die ehemalige Ruhestätte von Bruder Klaus mit der Grabplatte von Konrad Lux. Am Fusse des Turms steht die Bronzeplastik «Dorothea», die Bruder Klausens Frau mit drei ihrer Kinder beim Abschied von Bruder Klaus darstellt. Die Plastik wurde 1991 von Rolf Brem im Auftrag der katholischen Bäuerinnen der Schweiz geschaffen.

### Glocken
Im Turm befinden sich fünf Kirchenglocken aus drei Jahrhunderten:
| Glocke | Giesser                                 | Gussjahr | Gewicht | Schlagton |
| ------ | --------------------------------------- | -------- | ------- | --------- |
| 1      | Johann Heinrich Bär, Aarau              | 1812     | 2930 kg | h°        |
| 2      | Johann Heinrich Bär, Aarau              | 1812     |         | cis′      |
| 3      | Johann Heinrich Bär, Aarau              | 1812     | 1191 kg | dis′      |
| 4      | Hans Jakob u. Daniel Sprüngli, Zofingen | 1678     |         | g′        |
| 5      | H. Rüetschi AG, Aarau                   | 1946     |         | h′        |

## Umgebung
Südlich der Kirche schliesst sich der Sachsler Dorfplatz an, wo als Nachbargebäude das Kronenhaus steht, ein Fachwerkbau von 1680. Östlich der Kirche befindet sich das ehemalige Pfarrhaus, in dem das Wallfahrtssekretariat Bruder Klaus untergebracht ist. An Kirche und ehemaligem Pfarrhaus schliesst sich der Friedhof an. Dahinter befindet sich das Pfarrheim. Schräg gegenüber dem Pfarrheim ist das Pfarramt in der Pilatusstrasse 3.